# Nguyễn Phú Trọng
Nguyễn Phú Trọng, född 14 april 1944 i Hanoi, död 19 juli 2024 i Hanoi, var en vietnamesisk politiker, och generalsekreterare för Vietnams kommunistiska parti från 2011 fram till sin död. Han tjänstgjorde även som president 2018–2021.

## Karriär
Nguyen Phu Trong blev vald till talman i Vietnams nationalförsamling 2006. I januari 2011 valdes han till generalsekreterare i kommunistpartiet.
Den 23 oktober 2018 valdes han till den nionde presidenten i Vietnam, en post han hade till 2021.